# Hieronymus Prunner
Hieronymus Prunner (auch Hieronymus Brunner; * um 1550 in Döbeln, Kurfürstentum Sachsen; † 16. November 1606 in Berlin) war ein lutherischer Theologe, Superintendent in Brandenburg an der Havel und Propst in Berlin.

## Leben
Sein Vater Georg stammte aus Bayern, seine Mutter aus Waldheim. Nach dem Besuch der Fürstenschule in Schulpforta studierte Prunner 1572 in Leipzig, wo er zum Magister promovierte. Danach war er Hauslehrer bei Johann Köppen, dem späteren Konsistorialpräsidenten.
1574 wurde Prunner Konrektor im neu gegründeten Gymnasium zum Grauen Kloster in Berlin, 1576/77 kurzzeitig kommissarischer Leiter. 1581 wurde er Diakon an der Marienkirche in Berlin und 1584 Pfarrer an der Petrikirche in Cölln. 1589 ernannte ihn Kurfürst Johann Georg von Brandenburg zum Hofprediger. In dieser Funktion schrieb er Gutachten und führte Visitationen in Salzwedel und der Altstadt Brandenburg durch. 1598 wurde er dort Pfarrer an der St.-Gotthardt-Kirche und Superintendent. Im folgenden Jahr kehrte Prunner wegen der Pest nach Berlin zurück, wo er Propst an der Nikolaikirche wurde.
Von Hieronymus Prunner sind Predigten und andere Texte erhalten, darunter 15 Leichenpredigten auf zum Teil wichtige Persönlichkeiten am Hofe.